# Umberto Grillo
Umberto Grillo (Napoli, 12 agosto 1959) è uno storico, scrittore, artista presepiale e critico d'arte italiano, specializzato nella cultura napoletana e, in particolare, in quella del XVIII secolo.

## Biografia
La sua sfera di interesse è rivolta, per lo più, ad una forma di arte che a Napoli ha conosciuto il suo massimo splendore: il Presepe.
Dal 2002 fino a settembre del 2009 è stato Segretario dell'Associazione Italiana Amici del Presepio, sezione di Napoli, Successivamente, ha ricoperto il ruolo di Dirigente locale (il titolo di Presidente, all'epoca, era riservato alla sola sezione di Roma) fino al settembre 2011, quando ha ritenuto conclusa la sua esperienza di responsabile ed ha lasciato ogni incarico associativo. È, in ogni caso, presente in molteplici attività collegate al mondo del Presepio e riveste ruoli di prestigio in associazioni, centri di ricerche e studi, correlati con l'oggetto del suo interesse.
Nel 1998 ha scritto, accompagnato da eminenti studiosi del Presepe napoletano (Nicola Spinosa, Gennaro Borrelli, Roberto De Simone, Franco Mancini ed altri), la sezione dedicata ai Pastori napoletani del '700 nei musei del mondo, nel libro: "Presepe napoletano", monumentale opera antologica edita da Franco Di Mauro. 
Sempre nel 1998, per l'editore Di Fraia, pubblica il fortunato libro: "Il Presepe napoletano: dalle origini a S. Gregorio Armeno". 
È autore di molteplici articoli e pubblicazioni su quotidiani, riviste specializzate e di diffusione nazionale.
È Presidente del Centro Permanente di Ricerche e Studi sul Presepe Napoletano - Associazione Amici del Presepe di Napoli.